# Seseli pallasii
Seseli pallasii är en flockblommig växtart som beskrevs av Wilibald Swibert Joseph Gottlieb von Besser. Seseli pallasii ingår i släktet säfferötter, och familjen flockblommiga växter. Inga underarter finns listade i Catalogue of Life.

## Bildgalleri

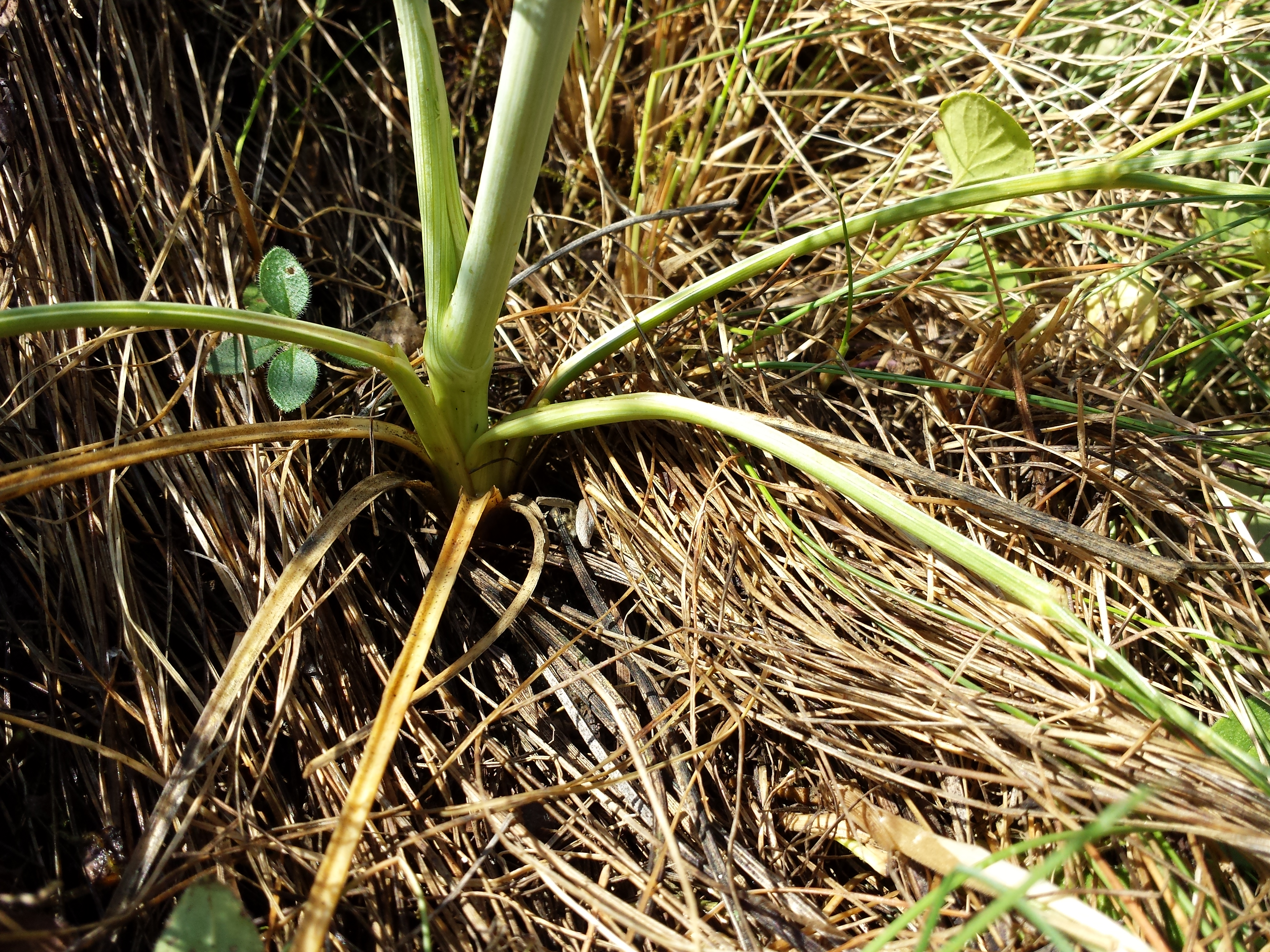
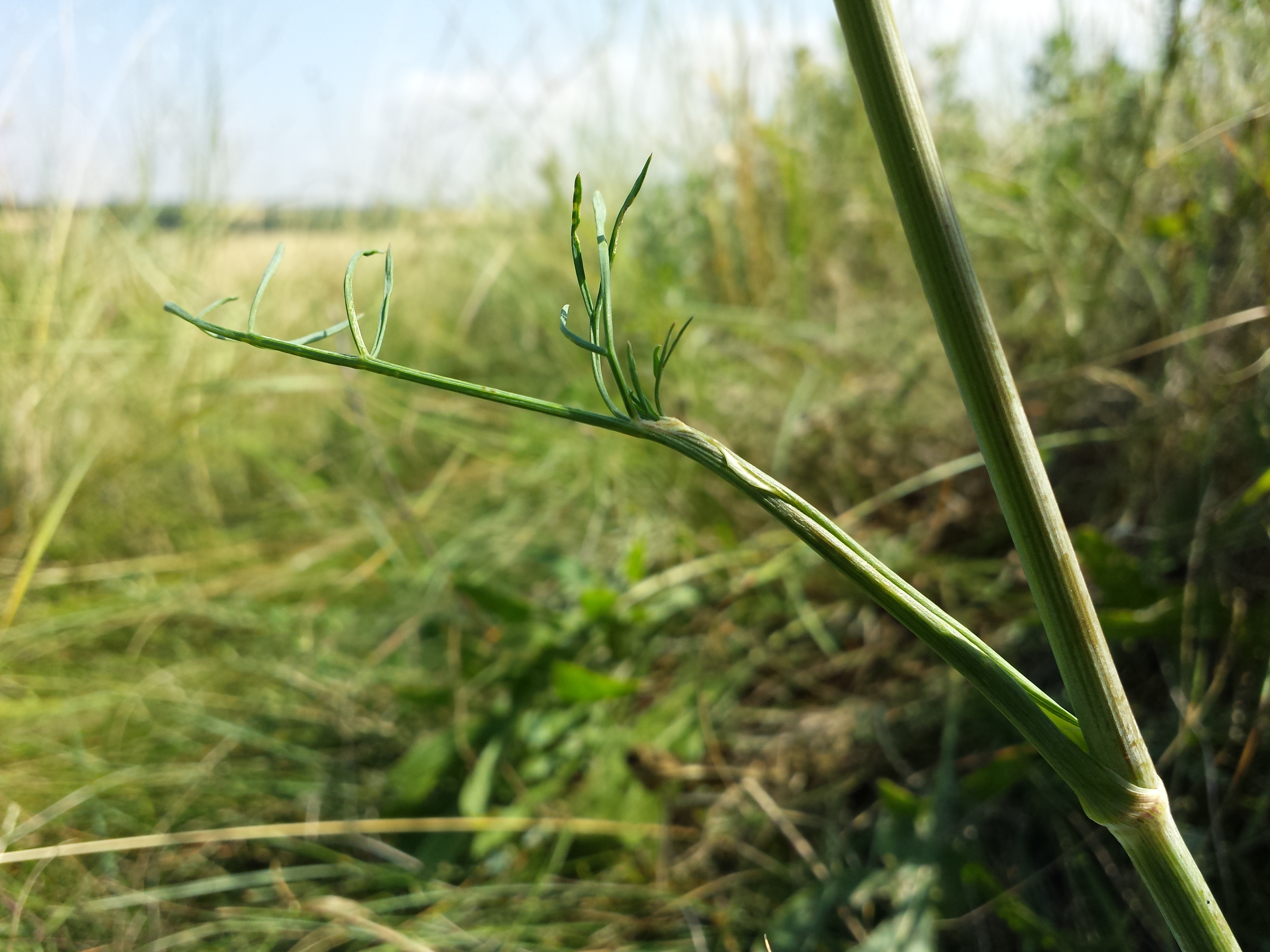
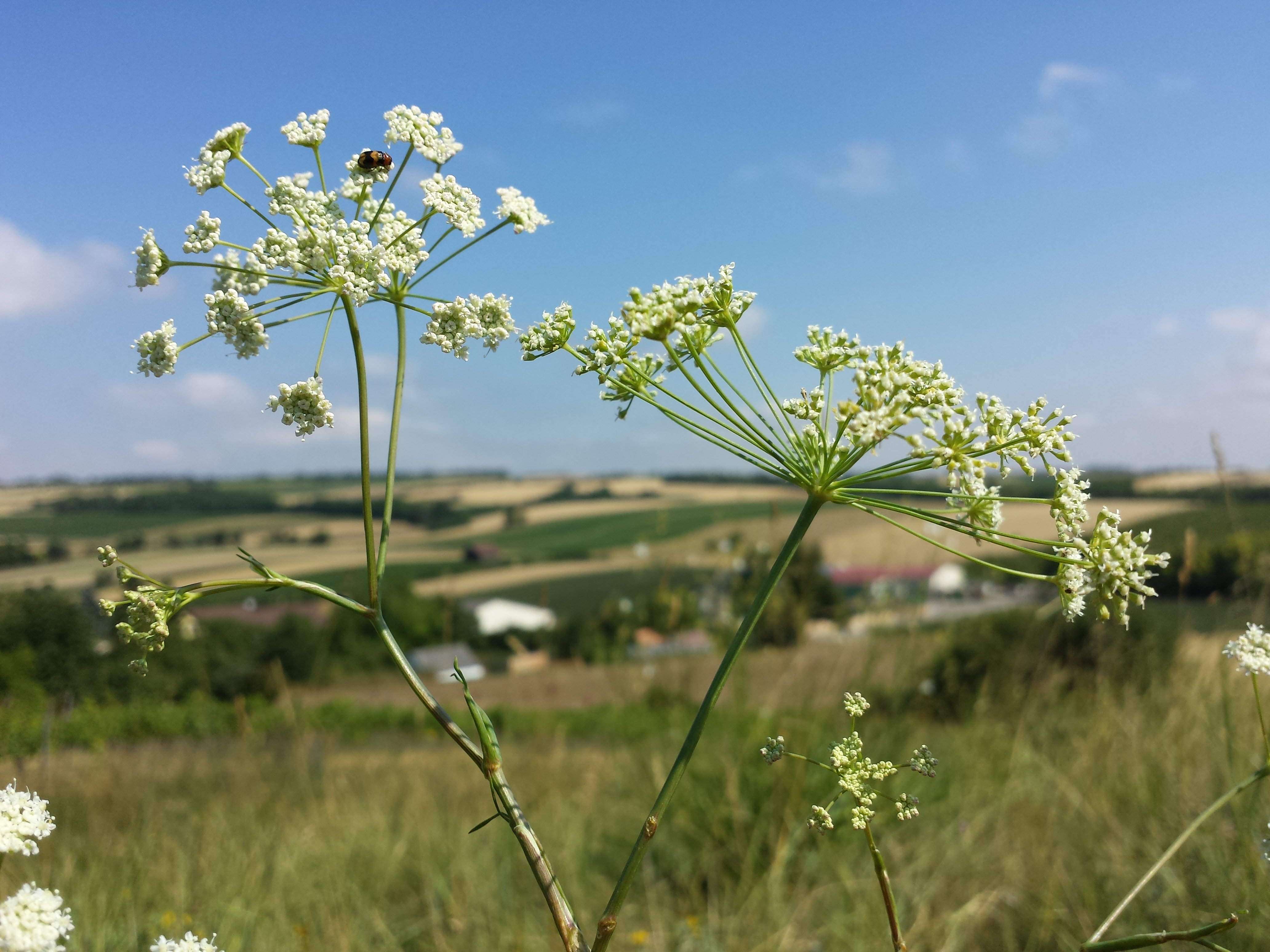
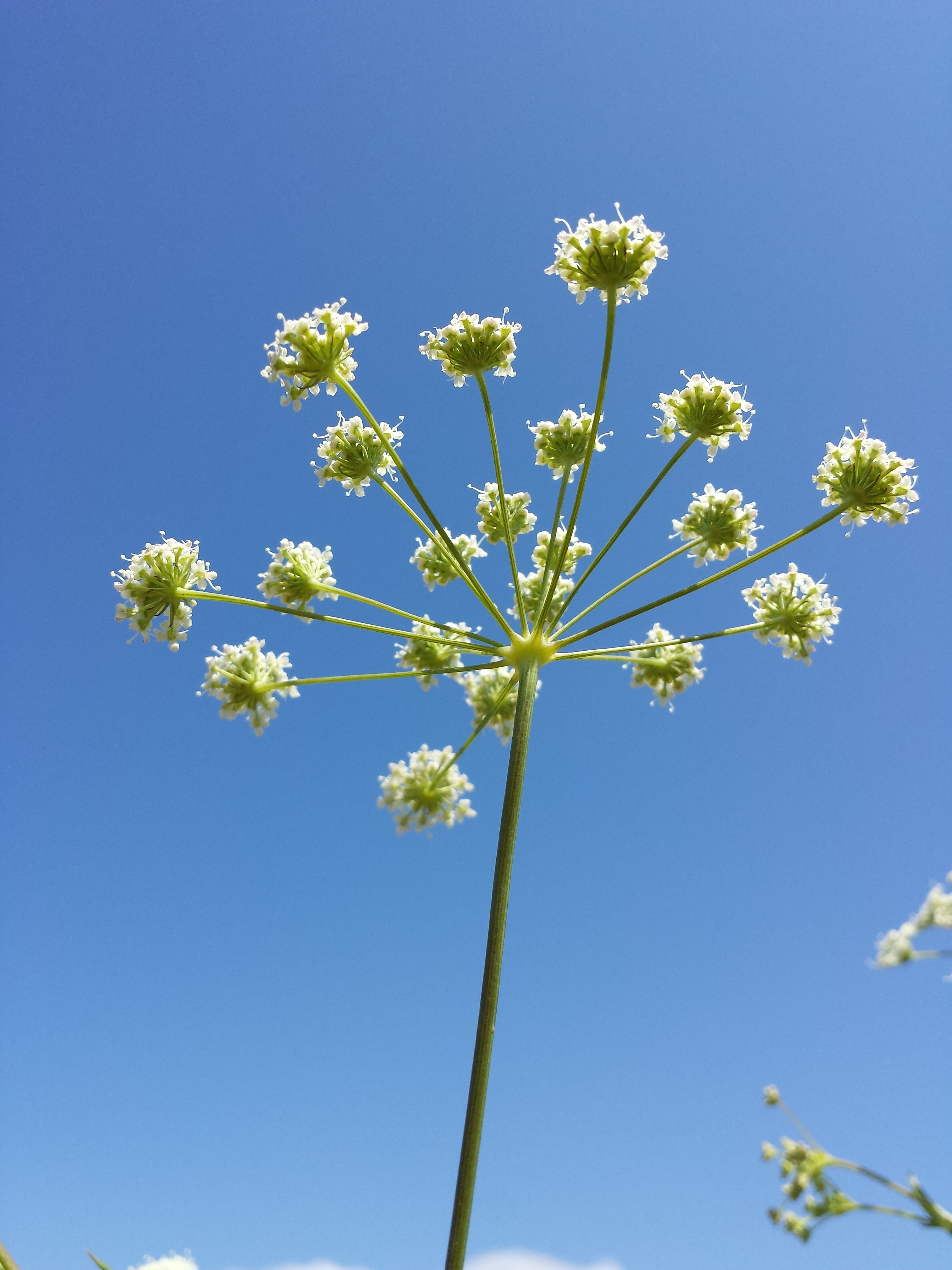
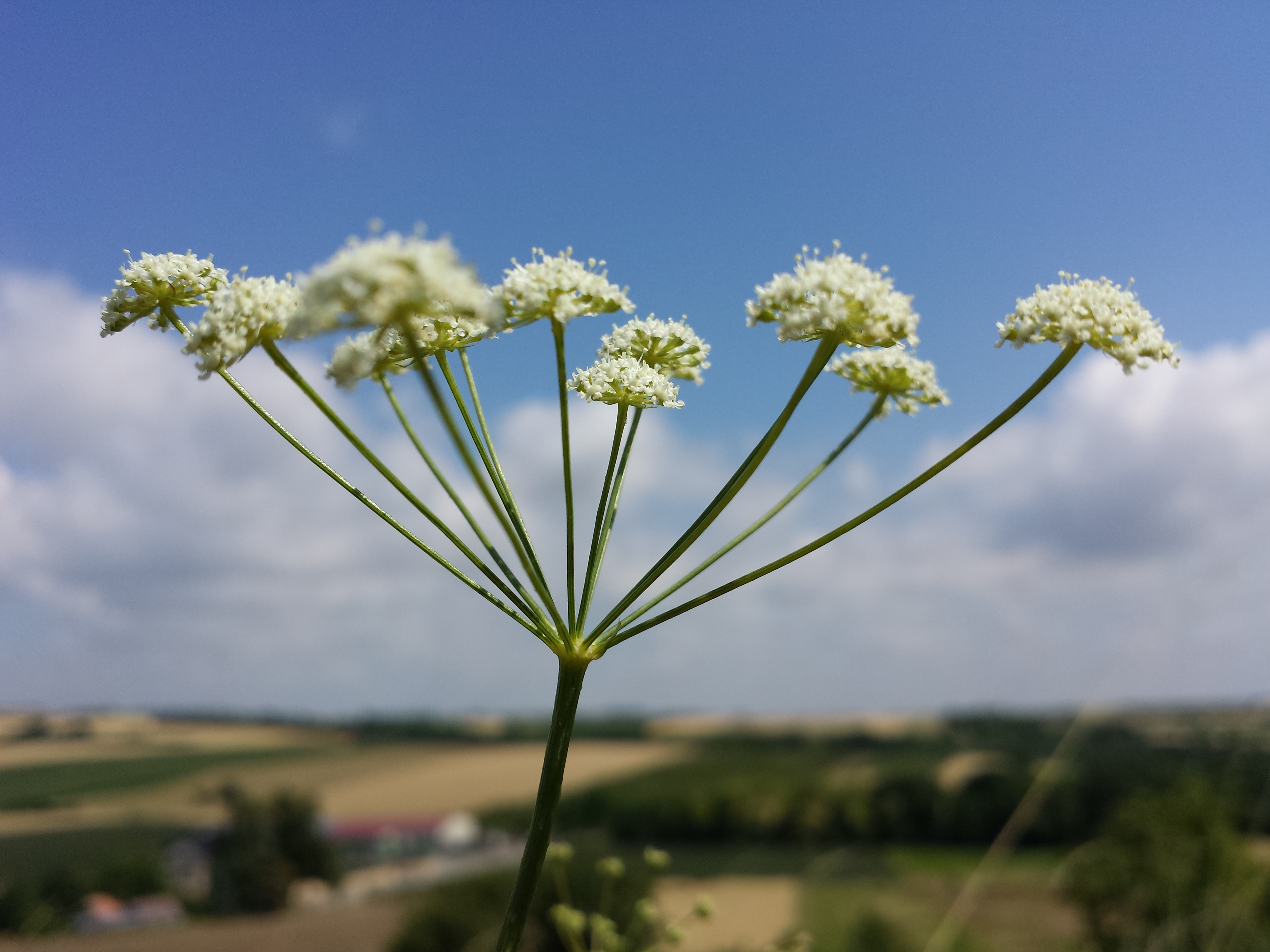